# 601
601 (DCI) je bilo navadno leto, ki se je po julijanskem koledarju začelo na nedeljo.

## Dogodki
- 1. januar

## Rojstva
- 15. september - Ali, kalif islamskega kalifata († 661)

## Smrti
- Rekared I., kralj Vizigotov (* okoli 559)